# Chrustalëv, mašinu!
Chrustalëv, mašinu! è un film del 1998 diretto da Aleksej Jur'evič German, ambientato negli ultimi giorni della vita di Stalin.
È stato presentato in concorso al Festival di Cannes 1998.